# Penicillium manginii
Penicíllium mangínii (лат.) — вид несовершенных грибов (телеоморфная стадия неизвестна), относящийся к роду Пеницилл (Penicillium).

## Описание
Колонии на CYA 3—4 см в диаметре на 7-е сутки, бархатистые, с жёлтым мицелием, хорошо спороносящие в серо-зелёных тонах. Реверс колоний оранжевый до красно-оранжевого, в среду выделяется жёлтый растворимый пигмент. На среде с дрожжевым экстрактом и сахарозой (YES) колонии 3,5—4,5 см в диаметре, хорошо спороносящие в серо-зелёных тонах, с желтоватым мицелием. Реверс тёмно-коричнево-красный до почти чёрного, в среду выделяется обильный красный пигмент.
Образует оранжево-коричневые склероции 100—250 мкм в диаметре, неправильной формы.
Конидиеносцы двухъярусные, с симметрично расположенными метулами, иногда с дополнительными веточками, 200—500 мкм длиной, несколько шероховатые, реже гладкие. Метулы в мутовках по 2—4, расходящиеся, равные, без апикального вздутия, 10—14 мкм длиной. Фиалиды фляговидные, 7—9 × 2—3 мкм. Конидии эллипсоидальные, гладкостенные, 2,5—3 × 2—2,5 мкм.

### Отличия от близких видов
Определяется по жёлтому мицелию и способности образовывать склероции. Близок Penicillium vancouverense, от которого отличается более быстрым ростом, выделением в среду красного пигмента на YES и нередко шероховатыми ножками конидиеносцев.

## Экология и значение
Повсеместно распространённый гриб. Выделяется из почвы, из проб воздуха, из ризосферы различных растений.
Продуцент токсина цитринина.

## Таксономия
Вид назван по имени Луи Манжена, профессора в Парижском музее естественной истории.
Penicillium manginii Duché & R.Heim, Recl. Trav. Cryptog. Louis Mangin: 20. 1931.

### Синонимы
- Penicillium pedemontanum Mosca & A.Fontana, 1963